# بوكونونية

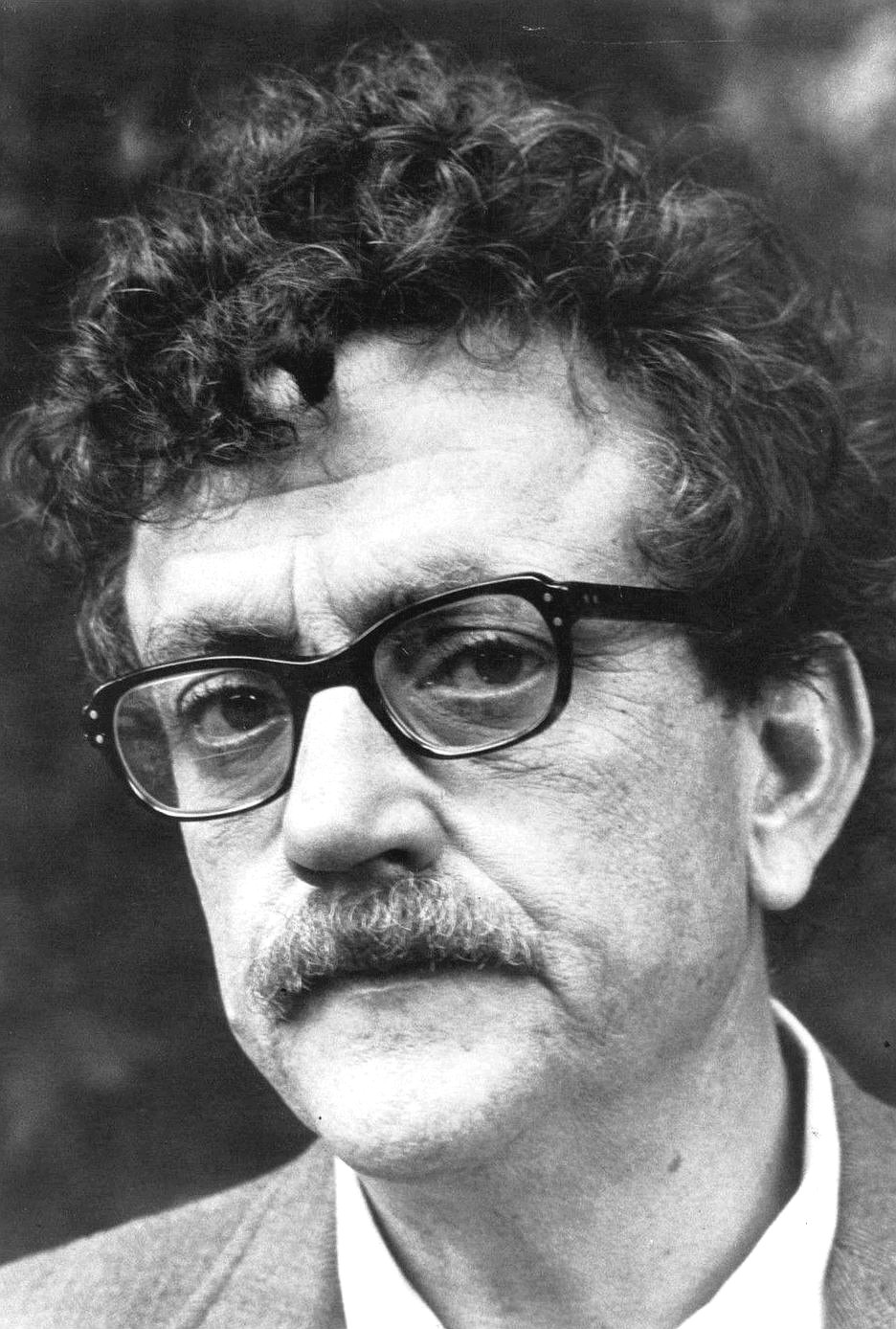

البوكونونية ديانة خيالية تنتشر في جزيرة سان لورنزو يؤمن بها عدد من شخصيات رواية مهد القطة بقلم كورت فونيجت. تعود تسميتها إلى مؤسسها بوكونون.
تعتمد البوكونونية على مفهوم الفوما، وتعريفه الأكاذيب غير المؤذية التي تساعد الإنسان على تحمل مصاعب الحياة. تُجمع مبادئ البوكونونية في ما يسمى كتب بوكونون، وبعض النصوص في هذه الكتب نثر وبعضها الآخر تراتيل تسمى كاليبسو. تفتتح كتب بوكونون بعبارة تقول: «إن جميع الحقائق التي أحب أن أقدمها لكم هي أكاذيب صارخة.»
يعتقد البوكونونيون أن الناس يعملون في مجموعات على تنفيذ مشيئة الله دون أن يعلموا ذلك.
قام بوكونون بتأسيس هذه الديانة بعد أن فشلت محاولاته هو وصاحبه ماك كيب في رفع المستوى المعيشي لسكان الجزيرة وإنقاذهم من الفقر المدقع، فرأى أنه عندما لا يمكن تحسين الواقع ينبغي تفريجه بالأكاذيب، فاتفق مع ماك كيب، الذي أصبح حاكم الجزيرة، بأن يمنع اعتناق هذا الدين تحت طائلة الإعدام، وصار هو وأتباعه يختفون في الأدغال ويمارسون شعائر الدين سراً.

## المفاهيم والمصطلحات
بوكو مارو (تبادل المعرفة)طقس رئيسي في البوكونونية، يتلامس خلاله شخصان بأخمصي قدميهما. تؤدي ممارسته الصحيحة، بشرط أن يكون قدما كلا الشخصين نظيفين، إلى الشعور بالمحبة تجاه الشخص الآخر.
فين ديتحادث يدفع شخصاً بصورة مفاجئة باتجاه التفكير البوكونوني.
كاراسمجموعة من الناس ينفذون مشيئة الله دون أن يدركوا ذلك ودون أن يدركوا من هم أفراد كاراسهم.
دوبراسشكل نادر للكاراس يتألف من شخصين فقط، في أغلب الأحيان من زوجين.
غرانفالونكاراس كاذب يجمع أناساً يعتقدون بالانتماء إلى جماعة لها رسالة خاصة في الدنيا. من الأمثلة التي يوردها بوكونون الحزب الشيوعي وبنات الثورة الأمريكية وشركة جنرال إلكتريك وأي أمة في أي زمان ومكان.